# 翼猫
翼猫（つばさねこ）とは翼のようなものがついた猫である。中国では「天使猫」とも呼ばれている。未確認動物とされる場合があるが多くの写真・資料、研究結果がある。
基本的に鳥のように空を飛ぶことはできない。空を飛んだという話も存在するが写真などで確認された例はない。

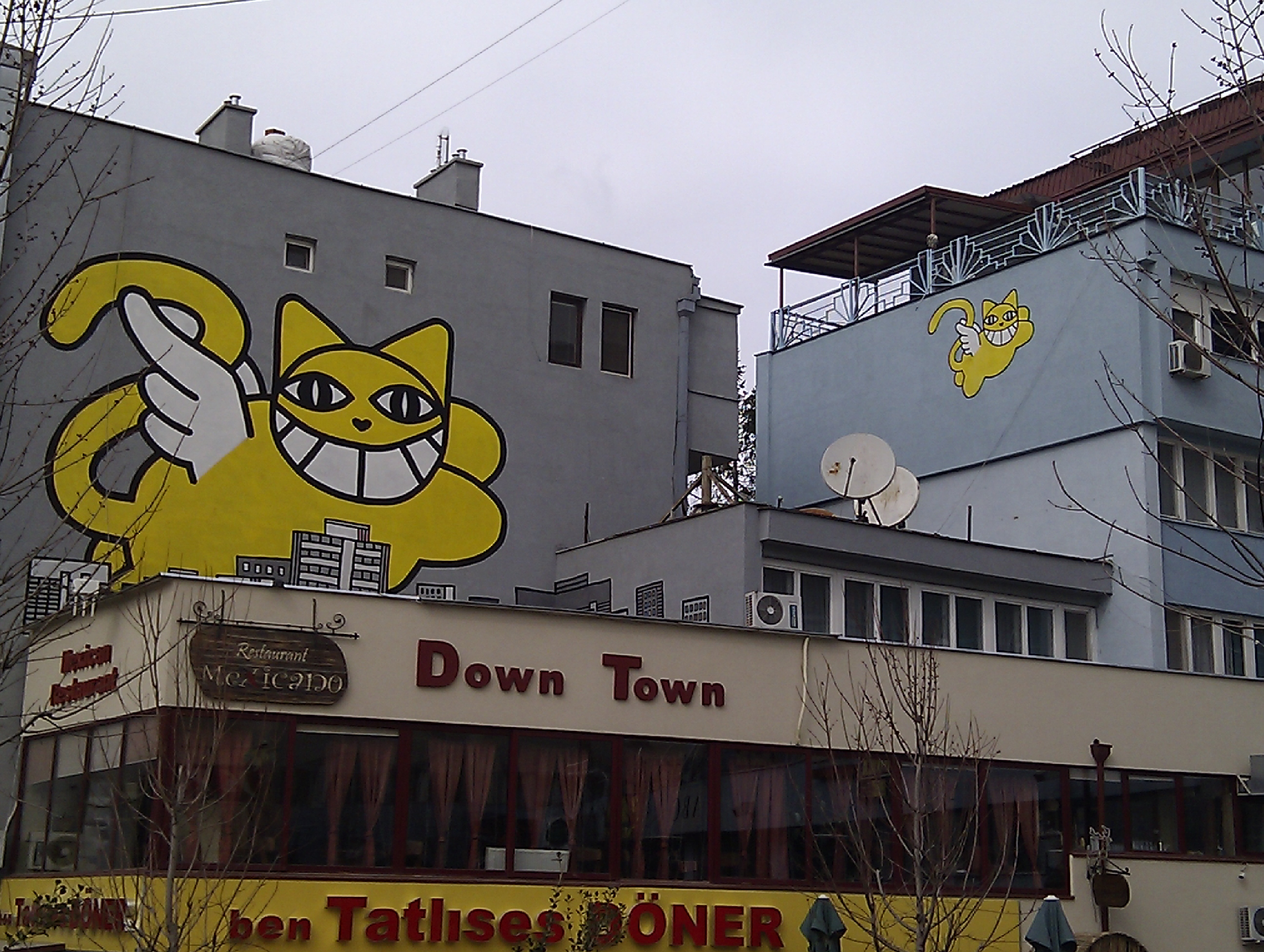
グラフィティの翼猫

## 翼が出来る原因
猫に翼に見えるものが形成される理由として以下のようなものがある。
1. 皮膚、毛皮が固まったため
2. 猫皮膚無力症（猫の皮膚病の一種）によるもの（詳しくは後述する）
3. 奇形症候群によるもの（多指症のようなもの）

## 歴史
- 19世紀には翼猫の所有権で争った記録がある。
- "Animal Fakes and Frauds"[1](1976)では「19世紀に保存されていた翼猫が1960年代の初頭に販売された」と記述されている。その翼は若いときに成長した。19世紀中にサーカスで公開されていたが、元の飼い主が返還を要求した時に謎の死を遂げた。その剥製は作り物だったかどうかについて、適切な検証はなされていない。
- 1826年、日本の駿河国有渡郡小鹿村にて、顔が猫で翼の生えた動物が捕獲される[2][3]。
- 1867年、インドでは"空飛ぶ猫"として報じられた。アレキサンダー・ギブソンに撃たれ、その皮はボンベイのアジア協会にて展示された。ギブソンは猫であったと信じているが、他の者からはコウモリあるいはオオコウモリではないかと言われた。
- 1876年7月19日、東京新宿大宗寺でイギリス人が翼猫を見世物にしていたが、帰り道に逃亡したと『東京日日新聞』（毎日新聞の源流）で報じられた[4]。
- 1884年12月1日、日本の宮城県桃生郡馬鞍村（現・石巻市）の山奥で、翼を広げて飛び回る黒猫が捕らえられたと、『奥羽日日新聞』で報じられた[5]。
- 1894年8月、アヒルの様な翼をつけた猫がミスター・デビッドにより、イングランドで展示された。
- 1897年、4番目の肋骨からキジの様な翼の生えた三毛猫がイギリスのマトロックにて射殺された（1897年6月26日the High Peak Newsにより報じられた）。目撃者によると翼を広げることにより速く走ったと言われる。
- 1899年、ロンドンストランド誌で「翼猫」又は子猫がWiveliscombeに住んでいる女性に飼われていると報じられた。
- 1933年か1934年にオックスフォードにて黒い翼の白猫が捕まえられた。6インチの翼は長距離ジャンプに使用されたという。その後、しばらくの間オックスフォード動物園に展示されていた。
- 1939年、サリーという24インチの翼を持つ白黒の猫がシェフィールドのブラックプール美術館で販売されていた。
- 1949年6月、羽の大きさ23インチの猫がスウェーデン北部で射殺された。
- 1950年、サンディと呼ばれる、かなり大きな翼を持つ三毛猫がサットンのカーニバルで展示されていた。サンディは毛皮が固まって翼を形成した例である。
- 1950年あるいは1959年、マドリード紙はふわふわした大きな羽を持つ灰色のアンゴラ猫「Angolina」を報じた。
- 1959年、アメリカウェストバージニア州パインズヴィル山中で翼を持ったペルシャ種に似た猫が少年により発見された。新聞が報じて全米で有名となった後、所有者を名のる女性と所有を巡って裁判沙汰にまで発展した。
- 1966年、カナダのアルフェドの翼猫が調査のため、Kemptville Agricultural Schoolの科学者により殺された。その翼は固まった毛皮以外の何物でもなかった。その猫は狂犬病に苦しんでいた。
- 2004年、ロシア中央部のクルスクにて翼を持つ猫が迷信深い村人により溺死させられた、と地元新聞で報じられた。
- 2008年、中国四川省で飼われているオス猫に羽根が生えたというニュースがデイリー・メール紙によって伝えられた。この羽根は最初は背中にこぶのようなものとして現れた後に成長して、毛に覆われた翼のような形に変化した。また、この猫は羽が生える直前に、発情した複数のメス猫に執拗に追い立てられていたというという[6]。

## 猫皮膚無力症
猫皮膚無力症は異常な弾力と伸張によって皮膚が変形してしまう病気である。揺れ動く翼のようなものは肩や尻辺りに形成される。この猫をなでると皮膚が裂け、伸びる原因となることがある。筋肉繊維をとりこむことにより羽ばたく可能性はあるが、猫のそれは鳥のように羽ばたいて飛び立つことは不可能である。
猫皮膚無力症はコラーゲン欠陥によりおこる。コラーゲンは皮膚細胞をつなぎとめる効果があるたんぱく質である。この症状はdermatoproxy、遺伝性皮膚欠陥、弾性皮膚とも呼ばれ、同様のものが人間、犬、ミンク、馬、牛、羊においても現れる（エーラス・ダンロス症候群）。牛、羊のものはdermatosparaxisと呼ばれる。馬の類似した症状はcollagen dysplasiaと呼ばれる。皮膚は異常に壊れやすく、皮膚で出来た翼は怪我が原因で容易に裂けたり抜け落ちたりする。この例として「モルフ」がある。
翼を形成するような劣性染色体はシャム猫および関連種の猫に見られる。

## 獣医による病例報告
- 1970年、獣医のピーター・ピッチは5歳の雌のブチ猫の卵巣除去を試みた。猫に麻酔注射を行ったとき、近くの皮膚がはがれた。切開のため、わき腹を剃ったら再び皮膚がはがれた。最初の二つを縫合しようとしたとき、さらにはがれた。結局はがれた部分を全て縫合し、合併症を起こさず治癒した。
- 1974年、「もろい皮膚」を持つ4歳の雄猫をニューヨーク州コーネル大学の獣医科大学の小動物の診療所で調査した。DVスコット医師は非常に薄く柔らかい組織を持った皮膚であったと記録している。高い伸縮性と網目状の傷跡を持っていた。血液サンプルを取るため前足の毛を刈り取ったところ、皮膚が裂けてしまった。これは簡単な実験を行うたびに起きた。この調査により猫の皮膚コラーゲンが異常であることがわかった。

## サブカルチャー
翼猫に似た生物はゲームなどのモンスター・マスコットとして登場している。それら作品で登場する翼は実際の翼猫に見られない天使の羽を思わせるような鳥の羽に近いものが多く、妖精を思わす蝶の羽を持っているものもある。また「コウモリ猫」と呼ばれるコウモリの翼をもった猫も存在する。
SF作家のアーシュラ・K・ル＝グウィンは、翼があって空を飛ぶことのできる猫たちが主役である絵本『空飛び猫』シリーズを書いている
。